# Teatr Zwierciadło
Teatr Zwierciadło w Łodzi – teatr dramatyczny działający w Łodzi od 1990 roku. 
Teatr Zwierciadło posiada jedną scenę z widownią na ponad 160 osób. W repertuarze teatru znajdują się przede wszystkim sztuki polskich autorów. Na scenie Teatru Zwierciadło można było zobaczyć także występy kabaretowe i koncerty oraz wziąć udział w spotkaniach autorskich i panelach dyskusyjnych. W ciągu ponad dwudziestu lat działalności teatr odwiedził wiele zagranicznych scen, m.in. w Republice Południowej Afryki, Stanach Zjednoczonych, Wielkiej Brytanii i Danii.
Od 2011 roku Teatr Zwierciadło organizuje Przegląd Spektakli „Jagiellońskie Teatralia”, w 2011 w przeglądzie udział wzięły także teatry z Belgii i Litwy.
Dyrektorem i założycielem teatru jest reżyser i aktor Krzysztof Kaczmarek.
Teatr stale współpracuje z wytwórnią filmów „MK-FILM”, Łódzką Sceną Młodego Widza oraz Teatrem Małym w Manufakturze.